# Flemming Hansen
Flemming Hansen (Copenhague, 9 de agosto de 1939-30 de abril de 2021), fue un político danés. Militó en el Partido Popular Conservador, y dirigió diversos ministerios durante las dos legislaturas del primer ministro Anders Fogh Rasmussen.

## Carrera política
Fue miembro del Parlamento de Dinamarca desde 1984. El 27 de noviembre de 2001 fue nombrado ministro de Tráfico, ocupando el cargo hasta el 12 de septiembre de 2007. Durante este período también fue ministro de Cooperación Nórdica, desde el 18 de junio de 2002 hasta el 18 de febrero de 2005, fecha en que finalizó la primera legislatura del gobierno de Rasmussen. Con su reelección como primer ministro, Hansen cambio de ministerio, pasando a ser ministro de Energía en el nuevo gabinete de ministros. En 2007 dejó los dos ministerios que ocupaba, desvinculándose del gobierno.